# Anserma
Anserma – miasto w Kolumbii, w departamencie Caldas.